# James Rossiter
James Rossiter, (născut la data de 25 august 1983, în Oxford, Marea Britanie) este un pilot de curse, care a participat în competiții precum Formula 3 Euro Series, Formula Renault 3.5 Series și a participat la Cursa de 24 de ore de la Le Mans. În cariera lui, a fost pilot de teste pentru diferite echipe de Formula 1.

## Cariera în Formula 1
| Sezon | Echipă                            | Puncte      | Loc clasament general |
| ----- | --------------------------------- | ----------- | --------------------- |
| 2005  | Lucky Strike BAR Honda            | Pilot teste | -                     |
| 2006  | Lucky Strike Honda Racing F1 Team | Pilot teste | -                     |
| 2007  | Super Aguri F1 Team               | Pilot teste | -                     |
| 2008  | Honda Racing F1 Team              | Pilot teste | -                     |
| 2012  | Sahara Force India F1 Team        | Pilot teste | -                     |
| 2013  | Sahara Force India F1 Team        | Pilot teste | -                     |

## Cariera în Motor Sport
| Sezon | Competiție                 | Puncte | Loc clasament general |
| ----- | -------------------------- | ------ | --------------------- |
| 2005  | Formula 3 Euro Series      | 51     | 7                     |
| 2006  | Formula Renault 3.5 Series | 33     | 14                    |